# Mathieu Leroux
Mathieu Leroux, né en 1977, est un metteur en scène, comédien, dramaturge, danseur et marionnettiste québécois.

## Biographie
Mathieu Leroux est auteur, comédien/danseur/metteur en scène, et dramaturge en danse. En théâtre, il a été de la fondation/codirection de deux compagnies (Les Néos et Putto Machine) et a fait sept années de tournée au Théâtre Sans Fil en tant que marionnettiste ; chez Les Néos, il a écrit/performé/dirigé une centaine de courtes pièces. Leroux a créé un solo (La naissance de Superman, 2009, Caserne Letourneux) ainsi qu’une pièce chorale (Scrap, 2012, Espace Libre) ; en 2013, il cosignait l’adaptation des six textes faisant partie du cycle tragique des Atrides (Église Saint-Jean-Baptiste) — spectacle dans lequel il endossait le personnage de Pylade ; début 2020, il était Catman dans Le sixième sens de Michelle Parent (Salle Fred-Barry). En danse, il travaille assidûment, entre autres, avec Helen Simard, Victor Quijada et Alexandre Morin ; Allemagne 2019, il est en poste sur le Twist de tanzmainz — pièce pour 20 danseurs sur laquelle il est dramaturg ; Montréal 2021, sa co-création chorégraphique avec Sébastien Provencher, Bones & Wires, est présentée à Tangente. 
Mathieu Leroux est diplômé de l’École supérieure de théâtre de l’UQAM (interprétation, 2009) et détient une maîtrise en littérature française (UdeM, 2011). On lui doit de nombreuses publications, entre autres Dans la cage, (Héliotrope, 2013), Avec un poignard (Héliotrope, 2020), et Quelque chose en moi choisit le coup de poing (La Mèche, 2016) — un essai sur la performance de soi qui rassemble aussi son théâtre autobiographique —. Il a traduit plusieurs romans graphiques à La Pastèque. Il est l’un des mentors de l’organisme Danse à la carte (dramaturgie), en plus d’être le directeur littéraire de L’instant scène.

## Œuvres littéraires

### Roman
- 2023: Camouflé dans la chair, Héliotrope 2023
- 2020: Avec un poignard, Héliotrope[6]
- 2016: Dans la cage (réédition Poche), Héliotrope 2013: Dans la cage, Héliotrope

### Essai / Théâtre
- 2020: « Tearoom », Revue MuseMedusa, numéro 8[7]
- 2016: Quelque chose en moi choisit le coup de poing, La Mèche  (ISBN 9782897070434)[8].

### Nouvelles
- 2020: « Machine », Récits infectés, No. 1[9]
- 2016: « Cendré », Cartographies 1: Couronne Sud, La Mèche[10]
- 2015: « DD BY », Il n’y a que les fous, L’instant même[10]
- 2015: « (B)rut », Dialogue de l’oeil, Neige-galerie[10]
- 2014: « Rocks in the Pockets », Flaneur Magazine[11]